# Municipio de Fairview (condado de Hanson)
El municipio de Fairview (en inglés: Fairview Township) es un municipio ubicado en el condado de Hanson en el estado estadounidense de Dakota del Sur. En el año 2010 tenía una población de 162 habitantes y una densidad poblacional de 1,69 personas por km².

## Geografía
El municipio de Fairview se encuentra ubicado en las coordenadas 43°48′41″N 97°46′43″O / 43.81139, -97.77861. Según la Oficina del Censo de los Estados Unidos, el municipio tiene una superficie total de 95.67 km², de la cual 95,54 km² corresponden a tierra firme y (0,14 %) 0,13 km² es agua.

## Demografía
Según el censo de 2010, había 162 personas residiendo en el municipio de Fairview. La densidad de población era de 1,69 hab./km². De los 162 habitantes, el municipio de Fairview estaba compuesto por el 100 % blancos. Del total de la población el 0 % eran hispanos o latinos de cualquier raza.